# Archibald Geikie
Archibald Geikie (28 décembre 1835, Édimbourg - 10 novembre 1924, Haslemere, Surrey) est un géologue écossais, et est notamment un des principaux théoriciens de l'érosion fluviale.

## Premiers travaux
Archibald Geikie fait ses études au lycée et l'université d'Édimbourg. En 1855, il est engagé pour le projet de levé géologique de Grande-Bretagne (Geological Survey of Great Britain) sous la direction de Sir Roderick I. Murchison. Maniant avec la même aisance le stylo et le marteau de géologue, Geikie inaugure sa longue liste de travaux avec The Story of a Boulder ; or, Gleanings from the Note-Book of a Geologist (« L'histoire d'un bloc de pierre, extraits du bloc-note d'un géologue »), 1858. Ses capacités attirent immédiatement l'attention de Sir Murchison, avec qui il nouera une longue amitié et dont il deviendra le biographe.
Certains de ses premiers travaux, en collaboration avec Murchison, portent sur les régions schisteuses complexes des Highlands. Une petite carte géologique d'Écosse est publiée par les deux hommes en 1862 ; une carte plus vaste est dressée par Geikie en 1892. En 1863 il publie un essai important, On the Phenomena of the Glacial Drift of Scotland (« Sur les phénomènes des mouvements glaciaires en Écosse »), dans lequel les effets de l'action des glaciers de cette région sont pour la première fois clairement présentés.

## Érosion fluviale et pétrologie
En 1865 paraît Scenery of Scotland (« Paysage d'Écosse »), dont il a été dit qu'il s'agissait de la première tentative d'élucidation de certains détails dans l'histoire de la formation de la topographie d'un pays. La même année, Geikie est élu membre de la Royal Society. À cette époque, l'école d'Édimbourg de géologie, comprenant notamment Andrew Ramsay et son Physical Geology and Geography of Great Britain (« Géographie et géologie physique de la Grande-Bretagne »), soutient l'importance de la dénudation dans la configuration des paysages, en particulier l'action de l'érosion des eaux courantes dans les vallées. Le livre de Geikie, fondé sur sa connaissance approfondie de l'Écosse, apporte une contribution notable aux doctrines de l'école d'Édimbourg, dont il devient rapidement un des chefs de file.
En 1867, lorsqu'une branche séparée du projet de levé géologique de Grande-Bretagne est créée pour l'Écosse, Archibald Geikie en est nommé directeur. Il devient en 1871 le premier titulaire de la chaire Murchison de géologie et de minéralogie à l'université d'Édimbourg. Geikie occupe ces postes jusqu'en 1881, date à laquelle il succède à Andrew Ramsay comme directeur du projet de levé géologique de la Grande-Bretagne et directeur du musée de géologie appliquée de Londres. Pendant son mandat il donne une impulsion à la pétrologie microscopique, une branche de la géologie qu'il étudie plus spécialement, par la création d'une superbe collection de sections de roches britanniques. Plus tard il écrit deux importants rapports, The Geology of Central and Western Fife and Kinross (« La géologie du centre et de l'ouest du Fife and Kinross »), en 1900, et The Geology of Eastern Fife (« La géologie de l'est du Fife »), en 1902.

## Volcanologie
Dès le début de sa carrière, quand Geikie étudie la géologie de l'île de Skye et d'autres îles de l'ouest, il est vivement intéressé par la volcanologie. En 1871 il présente à la Geological Society of London une ébauche de l'histoire des volcans britanniques au Tertiaire. Beaucoup de difficultés restaient cependant à résoudre. Geikie est grandement aidé par ses nombreux voyages, non seulement en Europe mais aussi en Amérique de l'Ouest. Tandis que les canyons du Colorado confirment ses vues sur l'érosion, les régions éruptives du Wyoming, du Montana et de l'Utah lui procurent des données précieuses pour expliquer les phénomènes volcaniques. Les résultats de ses recherches sont publiés dans un essai : The History of Volcanic Action during the Tertiary Period in the British Isles (L'histoire de l'action des volcans durant le tertiaire dans les îles britanniques), en 1888. Le résultat approfondi de ses recherches sur la géologie des volcans sont exposées dans son discours d'investiture à la présidence de la Geological Society of London en 1891 et 1892. Après ce mandat il est occupé par son grand travail, The Ancient Volcanoes of Great Britain -- Les volcans anciens de Grande-Bretagne 1897. D'autres résultats de ces travaux sont publiés dans Geological Sketches at Home and Abroad (Esquisses géologique domestiques et étrangères) en 1882.

## Fin de carrière
L'écriture d'Archibald Geikie est marquée par le charme de son style et par ses descriptions vivantes. Son habileté littéraire le distingue particulièrement dans l'écriture de biographies de scientifiques. Son Memoir of Edward Forbes, en collaboration avec G. Wilson, ses biographies de ses anciens chefs, Murchison (2 volumes 1875) et Ramsay (1895), sont des modèles du genre. Son Founders of Geology (Les fondateurs de la géologie) est utilisé comme cours inaugural à l'université Johns-Hopkins à Baltimore en 1897.
En 1897, Archibald Geikie publie une carte géologique de l'Angleterre et du Pays de Galles. En 1898, Geikie prononce une série de discours dans les conférences Romanes (du nom du biologiste George John Romanes qui les lança), dont les textes sont publiés sous le titre Types of Scenery and their Influence on Literature (Types de paysages et leurs influences sur la littérature). Grâce à ses efforts, l'étude de la géographie a pris de l'importance au Royaume-Uni. Parmi ses travaux, on peut en effet noter The Teaching of Geography (L'enseignement de la géographie) en 1887.
Ses Scottish Reminiscences (Souvenirs d'Écosse), en 1904, et Landscape in History and other Essays (Paysage dans l'histoire et autres essais), en 1905, sont écrits d'une façon agréable et érudite. Il est secrétaire aux affaires étrangères de la Royal Society de 1890 à 1894, secrétaire associé de 1903 à 1908 et président en 1909. Il est fait chevalier en 1891. La Geological Society of London, dont il est président en 1891 et 1892, lui décerne la médaille Wollaston en 1895. Il est également lauréat de la Royal Medal en 1896.

## Source
- (en) « Archibald Geikie », dans Encyclopædia Britannica [détail de l’édition], 1911 (lire sur Wikisource).